# How Do You Know
How Do You Know är en amerikansk romantisk dramakomedifilm från 2010 i regi av James L. Brooks, med Reese Witherspoon och Paul Rudd i de bärande rollerna.

## Rollista i urval
- Reese Witherspoon – Lisa Jorgenson
- Paul Rudd – George Madison
- Owen Wilson – Matty Reynolds
- Jack Nicholson – Charles Madison
- Dean Norris – Tom
- Kathryn Hahn – Annie
- Yuki Matsuzaki – Tori
- Andrew Wilson – Mattys lagkamrat
- Shelley Conn – Terry
- Tony Shalhoub – Psykiatriker